# Silvia Tcherassi
Silvia Eugenia Tcherassi Solano (Barranquilla, 21 de agosto de 1965) es una diseñadora de modas y empresaria colombiana con trayectoria internacional. Sus colecciones incluyen prêt-à-porter, vestidos de novia, accesorios y calzado.
En 2004 fue condecorada con la Orden de las Artes y las Letras «por sus aportes al mundo de la moda». Sus prendas han sido adquiridas por diversas personalidades de la realeza como la reina Rania de Jordania y Olimpia de Grecia y varias princesas de la realeza greco danesa como Tatiana Blatnik, además de artistas como Dua Lipa, Jennifer López y Amaia Salamanca.

## Biografía
Silvia Tcherassi nació en la ciudad de Barranquilla en Colombia el 21 de agosto de 1965. Su familia es italiana y francesa. En 1990 creó su propia empresa llamada Altamoda. En 2003 fue invitada por los organizadores a participar en el calendario oficial de la semana de la moda en Milán. En 2004 Tcherassi fue condecorada por el entonces embajador de Francia en Colombia, Daniel Parfait, con la Orden de las Artes y las Letras, que ese gobierno entrega a personas nacionales y extranjeras que han realizado sus contribuciones al campo cultural. En ese mismo año fue invitada para participar en la semana de la moda en París.
La diseñadora tiene boutiques en Colombia, España y Estados Unidos con una marca que lleva su mismo nombre de gran éxito internacional. Silvia Tcherassi además es la fundadora y directora creativa de la extensión de marca Tcherassi Hotels. El primer proyecto, Tcherassi Hotel + Spa en Cartagena de Indias, en Colombia fue incluido en el 2010 por la revista Condé Nast Traveler, como uno de los mejores nuevos hoteles del mundo. En ese mismo lanzó su libro: Elegancia sin Esfuerzo donde comparte su visión de estilo.
Silvia Tcherassi está casada con Mauricio Espinosa; con el cual tiene dos hijos: Mauricio y Sofia (quien es directora de una marca homónima). Tcherassi fue portavoz de la campaña de UNICEF en contra del uso de minas antipersonas, Más arte, menos minas.

## Telenovelas
- Yo soy Betty, la fea (1999)

## Distinciones
- Orden de las Artes y las Letras.